# Antonio D’Angelo
Antonio D'Angelo (Castelmauro, 2 de março de 1971) é um clérigo católico romano italiano e arcebispo de L'Aquila.

## vida
Depois de se formar como balconista industrial, Antonio D'Angelo foi para a Universidade em Bolonha. Em seguida, ingressou no seminário regional de Chieti, onde se formou em teologia. Foi ordenado sacerdote pela diocese de Termoli-Larino em 14 de setembro de 1996 .
Depois de várias tarefas na pastoral paroquial, foi Diretor da Caritas Diocesana de 2005 a 2007. Em 2005 ele também se tornou um cônego na Concatedral em Larino. Em 2007 foi nomeado Subregens no Seminário Regional de Chieti. Após estudos posteriores, obteve a licenciatura em teologia pastoral pela Pontifícia Universidade Lateranense em 2008 . De 2007 a 2012 foi diretor diocesano para as vocações e desde 2008 membro do Conselho Presbiteral. Desde 2010 também é economista no seminário regional de Chieti, que assumiu como Regens em 2016. Em 2018 adquiriu naGraduado pela Pontifícia Universidade Gregoriana no Instituto Superior para a Formação Sacerdotal. No mesmo ano tornou-se membro da Comissão Nacional dos Sacerdotes da Conferência Episcopal Italiana.
O Papa Francisco o nomeou Bispo Titular de Pumentum e Bispo Auxiliar de L'Aquila em 14 de agosto de 2021. O Arcebispo de L'Aquila, Cardeal Giuseppe Petrocchi, consagrou-o em 12 de setembro do mesmo ano na Basílica de Santa Maria di Collemaggio. Co-consagradores foram o Arcebispo de Campobasso-Boiano, Giancarlo Maria Bregantini, C.S.S., e o Bispo de Termoli-Larino, Gianfranco De Luca.
Em 19 de agosto de 2023, o Papa Francisco o nomeou arcebispo coadjutor de L'Aquila. Em 1 de agosto de 2024, sucessedeu o Cardeal Giuseppe Petrocchi como Arcebispo de L'Aquila 